# Alla luce del sole (film)
Alla luce del sole è un film del 2005 diretto da Roberto Faenza.
Il film è incentrato sulle vicende di Pino Puglisi (interpretato da Luca Zingaretti), parroco impegnato nella lotta alla mafia e ucciso da Cosa Nostra a Palermo, nel quartiere di Brancaccio, il 15 settembre 1993.

## Trama
A Palermo, nel quartiere di Brancaccio, il sacerdote don Pino Puglisi si accorge ben presto di una dura verità: i bambini della zona sono coinvolti nella mafia e molti di loro hanno dei genitori mafiosi. Il sacerdote cerca quindi di cambiare la situazione, invitandoli ad andare a scuola, in chiesa e a non rubare. Nonostante ai bambini piaccia andare a trovare don Puglisi alla parrocchia, dove spesso trascorrono il loro tempo a giocare; i genitori non sembrano apprezzare molto gli insegnamenti del prete. Infatti, ad un giovane di nome Domenico viene proibito di frequentare la parrocchia, e quando infrange questo divieto, viene preso a frustate dal padre, finendo poi per suicidarsi buttandosi sotto a un treno. Nel frattempo, don Puglisi manda dei messaggi chiari ai mafiosi di Palermo, facendo dei discorsi nella piazzetta della chiesa, ma nessuno lo ascolta. Chiede ai cosiddetti uomini d'onore di presentarsi "alla luce del sole" e di non agire nell'ombra.
Esponendosi in prima persona, ben presto don Puglisi si rende conto che la sua vita è in pericolo. Viene assassinato per la strada da un gruppo di mafiosi che lo hanno seguito in automobile. Quando lo trovano, il sacerdote pronuncia le sue ultime parole, "Vi aspettavo", poco prima di morire. Al funerale sono presenti tutti i bambini della parrocchia, che lasciano un pensiero per lui sopra la bara.

## Produzione
Il film è ispirato alla biografia scritta da Francesco Deliziosi, parrocchiano di don Pino, Don Puglisi. Vita del prete palermitano ucciso dalla mafia. Al film sono stati dati diversi titoli, tra cui Dritto sulle righe storte, l'ultimo ipotizzato prima di quello definitivo, poi è stato scelto Alla luce del sole in riferimento all'appello che faceva don Pino ai mafiosi durante le omelie, cioè di agire alla luce del sole. È stato proprio Francesco Deliziosi a consigliare al regista Luca Zingaretti per il ruolo di don Pino.

## Riconoscimenti
- 2005 - David di Donatello
  - Premio David Giovani a Roberto Faenza
  - Candidatura a Migliore produttore a Elda Ferri
  - Candidatura a Migliore attore protagonista a Luca Zingaretti
  - Candidatura a Migliore fonico di presa diretta a Mario Dallimonti
  - Candidatura a Migliori effetti speciali visivi a Paola Trisoglio e Stefano Marinoni
- 2006 - Nastro d'argento
  - Candidatura a Migliore attore protagonista a Luca Zingaretti
- 2005 - European Film Award
  - Candidatura a Miglior regista a Roberto Faenza